# آسمان هیچ‌کس
آسمان هیچ‌کس (به انگلیسی: No Man's Sky) یک بازی ویدئویی در سبک بقا و اکشن-ماجراجویی است که توسط استودیو مستقل هلو گیمز در اوت ۲۰۱۶ برای پلی‌استیشن ۴ و مایکروسافت ویندوز ساخته و منتشر شده است. این بازی همچنین در ژوئیه ۲۰۱۸ برای ایکس‌باکس وان، نوامبر ۲۰۲۰ برای کنسول‌های پلی‌استیشن ۵ و ایکس‌باکس سری اکس/اس، و اکتبر ۲۰۲۲ برای نینتندو سوئیچ در دسترس قرار گرفت و در ژوئن ۲۰۲۲ در کنفرانس توسعه دهندگان اپل (WWDC 2022) برای آیپد‌ها و مک‌های مجهز به پردازنده M1  منتشر شد. آسمان هیچ‌کس دربارهٔ اکتشاف و بقا در کهکشانی با رویه بی‌پایان است. تمام منظومه شمسی، سیاره، اقیانوس و غارها پر از خطرات مختلفی هستند و بازیکنان همیشه در معرض آسیب قرار دارند.